# Dener Gonçalves Pinheiro
Dener Gonçalves Pinheiro (Carapicuíba, 12 aprile 1995) è un calciatore brasiliano, centrocampista del Votuporanguense.

## Caratteristiche tecniche
È un mediano.

## Carriera
Cresciuto nel settore giovanile del Figueirense, ha esordito in prima squadra il 13 luglio 2013 in occasione del match di Série A vinto 3-2 contro l'Atl. Goianiense.